# إيلي كندريك
إيلي كندريك (بالإنجليزية: Ellie Kendrick) هي ممثلة بريطانية، ولدت في 6 يونيو 1990 في لندن في المملكة المتحدة.

## أعمال

### أفلام
- (2009) التعليم[4]

### مسلسلات
- صراع العروش

## وصلات خارجية
- إيلي كندريك على موقع IMDb (الإنجليزية)
- إيلي كندريك على موقع ألو سيني (الفرنسية)
- إيلي كندريك على موقع أول موفي (الإنجليزية)
- إيلي كندريك على موقع قاعدة بيانات الأفلام السويدية (السويدية)
- إيلي كندريك على موقع قاعدة بيانات الفيلم (الإنجليزية)
- إيلي كندريك على موقع كينوبويسك (الروسية)